# GAZ 64
GAZ 64 byl sovětský terénní užitkový automobil, který se stal prvním sovětským „džípem“. Jeho počátky spadají do let 1939–1940, kdy na podkladě zkušeností v Zimní válce s Finskem požadovalo velení Rudé armády jednoduchý lehký automobil, který by se vyznačoval vysokou průchodností terénem.
V této době se objevily v tisku první informace o americkém voze Bantam BRC-40, a sovětští činitelé na základě fotografií tohoto vozu vyvinuli iniciativu k sestrojení automobilu téže konstrukce. Proto byl firmě GAZ zadán úkol urychleného vývoje a zavedení stroje pro armádu. A skutečně, činnost probíhala velmi rychlým tempem. Práce na projektu vozu, který dostal název GAZ 64-416, byly zahájeny 3. února 1941, první prototyp vyjel již 25. března téhož roku. Sériová výroba automobilu započala v srpnu a do konce roku 1941 bylo vyrobeno 601 kusů. Automobil se vyráběl až do léta 1942 v celkovém množství 686 kusů, kdy prošel postupným vývojem a modernizací a vznikl tak nový typ GAZ 67.
Na podvozku automobilu GAZ 64 vznikl obrněný automobil BA-64.